# Недбайло, Валентин Кузьмич
Недбайло Валентин Кузьмич (29 декабря 1931, Киев — 20 апреля 2011, Белово, Кемеровская область) — бригадир проходчиков шахты «Пионерка» ПО «Ленинскуголь», Герой Социалистического Труда.

## Биография
В. К. Недбайло родился 29 декабря 1931 года в Киеве. Однако практически вся его жизнь прошла в Кузбассе. В городе Белово окончил школу работающей молодежи. Трудовую деятельность начал в 1948 году подземным электрослесарем шахты «Пионерка», г. Белово. Затем были годы службы в рядах Советской Армии. После демобилизации вернулся на шахту. И в течение 40 лет Валентин Кузьмич Недбайло трудился на «Пионерке». В совершенстве овладел специальностью проходчика. В 1956 году его выбрали бригадиром комсомольско-молодежной бригады. Эта прославленная бригада неоднократно побеждала в социалистических соревнованиях за достижение наивысших показателей в труде, за перевыполнение плана. В период руководства бригадой Валентин Кузьмич проявил незаурядные организаторские способности, под его руководством коллектив добился значительных производственных успехов. Валентин Кузьмич Недбайло имел высочайший авторитет, пользовался заслуженным уважением не только в своей бригаде, но и на шахте. Он избирался членом областного и городского комитетов партии, был членом парткома и профкома шахты. За трудовые и общественные заслуги был делегирован на XIII съезд профсоюза угольщиков страны.

## Награды и звания
За высокие производственные достижения указом Президиума Верховного Совета СССР от 4 августа 1983 года Валентин Кузьмич Недбайло был удостоен высокого звания Героя Социалистического Труда.
Его заслуги также отмечены двумя орденами Ленина, «Знак Почета», Трудовой Славы 3-й степени. Он также удостоен знака «Шахтерская слава» II и III степени, звания «Заслуженный шахтер РСФСР». Ему неоднократно присваивалось звание «Лучший по профессии», он был ударником десятой пятилетки. Заслуги В. К. Недбайло перед Кузбассом отмечены золотым знаком Кемеровской области «Шахтерская доблесть», медалью «За особый вклад в развитие Кузбасса» всех трех степеней.